# Ultimate X-Men (2024)
Ultimate X-Men — продовжувана серія коміксів, видана Marvel Comics. Переосмислення історії Людей Ікс у рамках Ultimate Universe, створене авторкою та ілюстраторкою Піч Момоко за адаптованим сценарієм Зака Девіссона. Центральною героїнею серії виступає Броня, а сюжет майже не пов’язаний із класичними персонажами та локаціями франшизи «Люди Ікс».

## Історія публікації
Ultimate X-Men авторства Піч Момоко у співпраці із Заком Девіссоном — це третій за рахунком комікс, виданий у рамках лінійки Ultimate Universe, поряд з Ultimate Spider-Man та Ultimate Black Panther. Видання являє собою переосмислення концепції Людей Ікс загалом, а також персонажа Армор зокрема. У серії також дебютує нова героїня — Мейсторм.

## Сюжет
У центрі сюжету — учениця середньої школи Хісако Ічікі з міста Кірісакі, яка в стресових обставинах виявляє у себе здатність створювати псіонічний екзоскелет. Разом з іншими підлітками-мутантами, такими як Меі Іґараші (контроль погоди) та Ніко Мінору (магія), вона дізнається про своє походження та загрозу з боку культу мутантів Діти Атома.
Дія ускладнюється втручанням поліції, медіа та урядових структур, коли мутантські інциденти стають публічними. Напруження зростає після витоку відео з мутантами, появи масових протестів і загострення протистояння між підлітками та Дітьми Атома. Деякі герої, зокрема Нацу Цукішіма, втрачають контроль над своїми силами, що призводить до трагедій.
Маестер, очільник Дітей Атома, викрадає Хісако та Шінобу Каґеяму для експериментів у межах таємного проєкту. Боротьба загострюється, коли герої об'єднуються, щоб врятувати друзів, а тіньові істоти та внутрішні конфлікти загрожують зруйнувати їхню єдність. Під фінал, Хісако опиняється в ілюзії, де їй доводиться битися з близькими, а Маестер продовжує реалізовувати свій план.

## Персонажі
- Броня / Хісако Ічікі
- Мейсторм / Меі Іґараші
- Ніко Мінору
- Нацу Цукішіма
- Морі
- Канон Саіноучі

## Огляди
Чейз Маґнетт з ComicBook.com зазначає, що комікс має невелике відношення до історії Ultimate Universe, звичних сюжетів про Людей Ікс та супергеройського жанру загалом. Він вважає, що комікс має на меті розширити жанрові межі франшизи.
Шон Корлі зі Screen Rant зауважує, що комікс майже повністю уникає ключових персонажів і складових спадщини Людей Ікс, таких як школа Ксав’єра, роботи-вартові, а також персонажі на кшталт Професора Ікс, Циклопа, Росомахи та Шторм. На його думку, завдяки такому підходу Момоко зосереджується на головній темі Людей Ікс — відчутті самотності людей у світі, що їх боїться.

## Колекційні видання
| № | Назва                | Випуски                                                           | Мова    | Формат           | Сторінок | Дата випуску     | ISBN           |
| - | -------------------- | ----------------------------------------------------------------- | ------- | ---------------- | -------- | ---------------- | -------------- |
| 1 | Fears And Hates      | Ultimate X-Men (2024) #1–6 і матеріали з Ultimate Universe (2023) | (англ.) | Тверда палітурка | 168      | 5 листопада 2024 | 978-1302957315 |
| 2 | Children of the Atom | Ultimate X-Men (2024) #7–12                                       | (англ.) | Тверда палітурка | 136      | 27 травня 2025   | 978-1302958336 |